# Liste der Kulturdenkmäler in Herforst
In der Liste der Kulturdenkmäler in Herforst sind alle Kulturdenkmäler der rheinland-pfälzischen Ortsgemeinde Herforst aufgeführt. Grundlage ist die Denkmalliste des Landes Rheinland-Pfalz (Stand: 27. Juni 2022).

## Denkmalzonen
| Bezeichnung                       | Lage                                         | Baujahr         | Beschreibung | Bild |
| --------------------------------- | -------------------------------------------- | --------------- | --- | ---- |
| Denkmalzone Poststraße/Waldstraße | Poststraße 22, 22a, 24, Waldstraße 1, 2 Lage | 19. Jahrhundert | Zeile aus drei großen Quereinhäusern, frühes bis mittleres 19. Jahrhundert; Poststraße 22a bezeichnet 1825, Waldstraße 1 bezeichnet 1865, für den Ort charakteristische Bauweise | BW   |

## Einzeldenkmäler
| Bezeichnung                         | Lage                                     | Baujahr                | Beschreibung | Bild            |
| ----------------------------------- | ---------------------------------------- | ---------------------- | --- | --------------- |
| Quereinhaus                         | Gartenstraße 8 Lage                      | vor 1835               | Quereinhaus, bezeichnet 1835, jedoch älter                                                                                        | BW              |
| Quereinhäuser                       | Johannisstraße 10 und 12/14 Lage         | um 1841                | zwei Quereinhäuser, Nr. 12 bezeichnet 1841, Nr. 10 wohl etwa gleichzeitig                                                         | BW              |
| Wegekreuz                           | Lindenstraße, gegenüber Nr. 17 Lage      | spätes 19. Jahrhundert | neugotisches Sockelkreuz, spätes 19. Jahrhundert                                                                                  | BW              |
| Friedhofskreuz                      | Poststraße, auf dem Friedhof Lage        | 1873                   | Friedhof 1873 angelegt; Friedhofskreuz, Terrakotta, 1873                                                                          | BW              |
| Quereinhaus                         | Poststraße 13 Lage                       | 1802                   | Quereinhaus, bezeichnet 1802; Schaftkreuz, 1727                                                                                   | BW              |
| Quereinhaus                         | Poststraße 14 Lage                       | 1834                   | Quereinhaus, bezeichnet 1834, Stallteil im Kern älter                                                                             | BW              |
| Hofanlage                           | Poststraße 22a Lage                      | 1825                   | Quereinhaus, bezeichnet 1825, spätere Erweiterung als Zweiseithof                                                                 | BW              |
| Quereinhaus                         | Römerstraße 13 Lage                      | 1808                   | Quereinhaus, bezeichnet 1808 | BW              |
| Pfarrhaus                           | Römerstraße 15 Lage                      | 1893/94                | ehemaliges Pfarrhaus; historisierender Rotsandsteinquaderbau, 1893/94                                                             | BW              |
| Hotel Hemmerlin                     | Römerstraße 20 Lage                      |                        | ehemaliges Hotel Hemmerlin; Umbau und Erweiterung eines älteren Hotelbaus, 1920/21, Architekten Prior, Wittlich, und Kasel, Trier | Fotos hochladen |
| Katholische Pfarrkirche St. Eligius | St. Egiliusstraße, Brunnenstraße Lage    | 1832                   | sechsachsiger Saalbau, 1832 und 1839; barocker Bildstock, 1725                                                                    | BW              |
| Quereinhaus                         | St. Eligiusstraße 24 Lage                | 1819                   | kleines Wohnstallhaus, bezeichnet 1819, durch Stallscheune zum Quereinhaus erweitert                                              | BW              |
| Wegekreuz                           | südlich des Ortes an der L 46 Lage       | 15[xx]                 | Nischenkreuz, bezeichnet 15[xx]                                                                                                   | BW              |
| Wegekreuz                           | westlich des Ortes an einem Feldweg Lage | 1826                   | Schaftkreuz, bezeichnet 1826 | BW              |